# Lettentunnel
Der Lettentunnel war ein 2'093 Meter langer, einspuriger Eisenbahntunnel in Zürich.
Er lag zwischen den Stadtbahnhöfen Letten und Stadelhofen und war Teil der am 1. Oktober 1894 eröffneten Lettenlinie, eines Abschnitts der rechtsufrigen Seebahn der Schweizerischen Nordostbahn (NOB), die 1902 in den Schweizerischen Bundesbahnen (SBB) aufging. Der Tunnel wurde zusammen mit der Lettenlinie am 27. Mai 1989 stillgelegt und durch den Hirschengrabentunnel ersetzt.
Konkrete Planungen für eine Weiternutzung bestanden nicht. Als sich 1992 die Drogenszene am Limmatufer beim Oberen Letten ansiedelte, stellten die SBB den Unterhalt der Anlagen ein. Nach Räumung der Szene 1995 wurde ein Teil der Anlagen demontiert, ein Gleis zum Tunnel blieb befahrbar. Da keine Nachnutzung gefunden werden konnte und der Lettentunnel stellenweise einzustürzen drohte, wurde er zwischen Oktober 2002 und Frühjahr 2004 aufgefüllt.

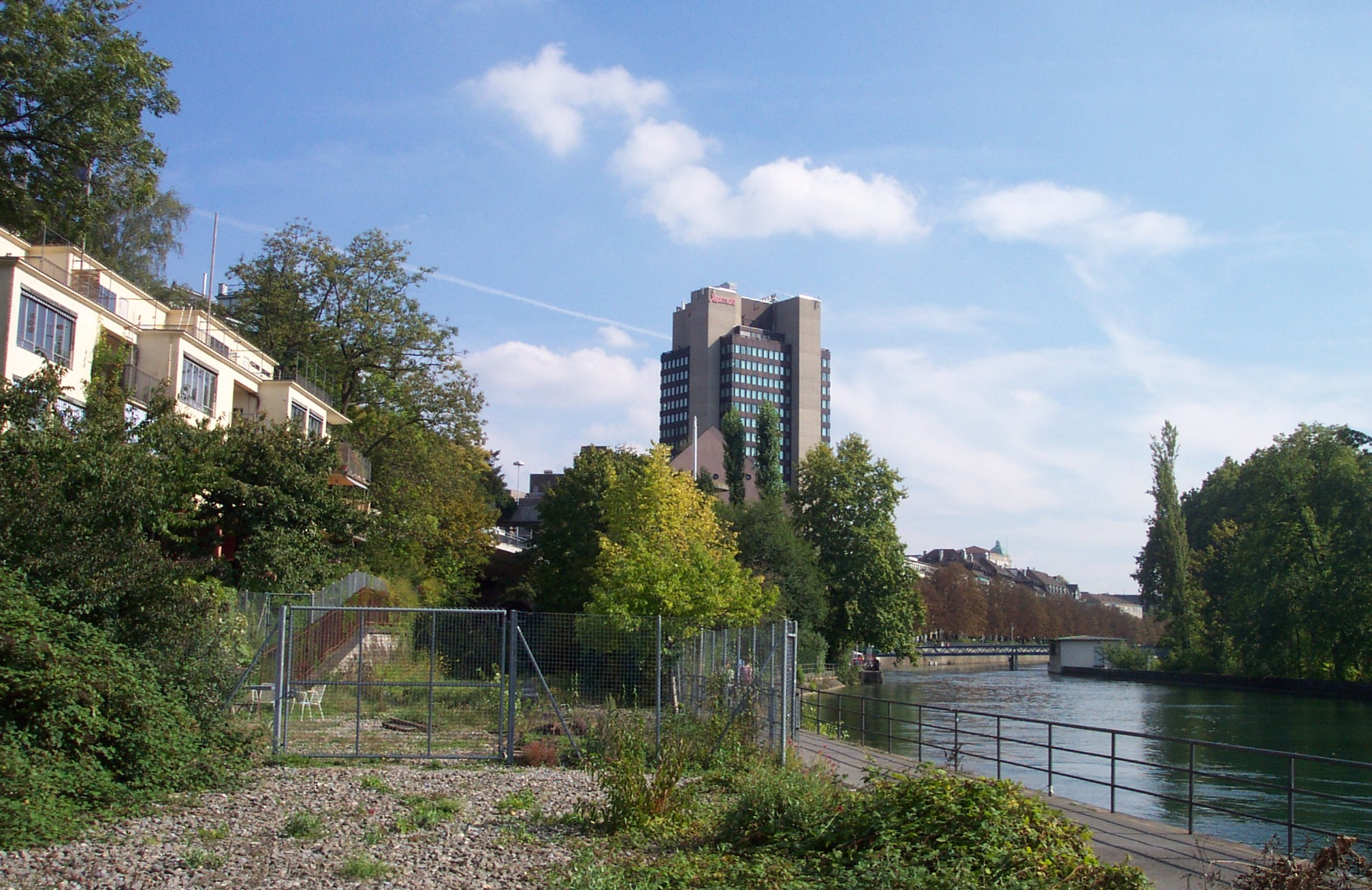
Abgesperrtes Nordportal des Tunnels (2011)
Eisenbahnlinien im Zentrum von Zürich mit dem stillgelegten Teil der Rechtsufrigen Seebahn in grau – Lettentunnel zwischen Bahnhof Letten und Bahnhof Stadelhofen